# Chaetopleurophora grenadensis
Chaetopleurophora grenadensis är en tvåvingeart som beskrevs av Charles Thomas Brues 1904. Chaetopleurophora grenadensis ingår i släktet Chaetopleurophora och familjen puckelflugor.
Artens utbredningsområde är Grenada. Inga underarter finns listade i Catalogue of Life.